# 2018-as Le Mans-i 24 órás verseny

A 2018-as volt a Le Mans-i 24 órás autóverseny 86. kiírása. A verseny június 16-án 15 órakor rajtolt, és 17-én fejeződött be 24 órányi versenyzést követően. A 86. Le Mans-i 24 órás verseny 2018-2019-es hosszútávú-világbajnokság második fordulója volt.
A pole-pozícióból a 8-as Toyota indulhatott Sébastien Buemivel, Nakadzsima Kazukival, illetve Fernando Alonsoval. A futamot szintén ők nyerték a 7-es Toyota előtt, amit Mike Conway, Kobajasi Kamui, José María López vezetett.
Az LMP2-es kategóriát a 36-os Signatech Alpine Matmut nyerte meg Nicolas Lapierre-rel, Pierre Thiriet-vel és André Negrão-val.

## Időmérő
A különböző kategóriák közötti Pole-pozíció félkövér betűkkel van jelölve.
| Helyezés | Kategória | Rajtszám | Csapat                     | 1. Időmérő | 2. Időmérő | 3. Időmérő | Különbség | Rajthely |
| -------- | --------- | -------- | -------------------------- | ---------- | ---------- | ---------- | --------- | -------- |
| 1        | LMP1      | 8        | Toyota Gazoo Racing        | 3:17.270   | 3:18.021   | 3:15.377   |           | 1        |
| 2        | LMP1      | 7        | Toyota Gazoo Racing        | 3:17.377   | 3:19.860   | 3:17.523   | +2.000    | 2        |
| 3        | LMP1      | 1        | Rebellion Racing           | 3:19.662   | 3:23.261   | 3:19.449   | +4.072    | 3        |
| 4        | LMP1      | 17       | SMP Racing                 | 3:19.483   | 3:27.288   | 3:22.121   | +4.106    | 4        |
| 5        | LMP1      | 3        | Rebellion Racing           | 3:19.945   | 3:22.000   | 3:24.156   | +4.568    | 5        |
| 6        | LMP1      | 10       | DragonSpeed                | 3:21.110   | 4:05.947   | 3:23.413   | +5.733    | 6        |
| 7        | LMP1      | 11       | SMP Racing                 | 3:21.408   | 3:22.548   | Idő nélkül | +6.031    | 7        |
| 8        | LMP1      | 4        | ByKolles Racing Team       | 3:22.505   | 3:25.330   | 3:42.221   | +7.128    | 8        |
| 9        | LMP1      | 6        | CEFC TRSM Racing           | 3:30.339   | 3:24.343   | 3:23.757   | +8.380    | 9        |
| 10       | LMP2      | 48       | IDEC Sport                 | 3:24.956   | 3:29.270   | 3:24.842   | +9.465    | 10       |
| 11       | LMP2      | 31       | DragonSpeed                | 3:26.508   | 3:30.168   | 3:24.883   | +9.506    | 11       |
| 12       | LMP2      | 26       | G-Drive Racing             | 3:26.447   | 3:27.975   | 3:25.160   | +9.780    | 12       |
| 13       | LMP2      | 28       | TDS Racing                 | 3:25.240   | 3:25.291   | 3:38.752   | +9.863    | 13       |
| 14       | LMP1      | 5        | CEFC TRSM Racing           | 3:30.481   | 3:25.268   | 3:32.100   | +9.891    | 14       |
| 15       | LMP2      | 23       | Panis Barthez Competition  | 3:29.421   | 3:28.008   | 3:25.376   | +9.999    | 15       |
| 16       | LMP2      | 36       | Signatech Alpine Matmut    | 3:26.681   | 3:28.069   | 3:27.297   | +11.304   | 16       |
| 17       | LMP2      | 39       | Graff-SO24                 | 3:29.860   | 3:26.701   | 3:29.696   | +11.324   | 17       |
| 18       | LMP2      | 22       | United Autosports          | 3:26.772   | 3:32.989   | 3:27.646   | +11.395   | 18       |
| 19       | LMP2      | 38       | Jackie Chan DC Racing      | 3:27.999   | 3:31.581   | 3:27.120   | +11.743   | 19       |
| 20       | LMP2      | 37       | Jackie Chan DC Racing      | 3:27.468   | 3:40.074   | 3:27.226   | +11.849   | 20       |
| 21       | LMP2      | 40       | G-Drive Racing             | 3:31.291   | 3:27.280   | 3:27.503   | +11.903   | 21       |
| 22       | LMP2      | 47       | Cetilar Villorba Corse     | 3:27.993   | 3:28.292   | Idő nélkül | +12.616   | 22       |
| 23       | LMP2      | 29       | Racing Team Nederland      | 3:28.556   | 3:32.343   | 3:28.111   | +12.734   | 23       |
| 24       | LMP2      | 32       | United Autosports          | 3:30.347   | 3:28.159   | 3:29.299   | +12.782   | 24       |
| 25       | LMP2      | 35       | SMP Racing                 | 3:28.629   | 3:32.178   | 3:32.432   | +13.252   | 25       |
| 26       | LMP2      | 34       | Jackie Chan DC Racing      | 3:33.755   | 3:36.004   | 3:29.474   | +14.097   | 26       |
| 27       | LMP2      | 44       | Eurasia Motorsport         | 3:35.385   | 3:39.949   | 3:33.585   | +18.208   | 27       |
| 28       | LMP2      | 33       | Jackie Chan DC Racing      | 3:35.237   | 3:36.604   | 3:36.517   | +19.860   | 28       |
| 29       | LMP2      | 50       | Larbre Compétition         | 3:38.206   | 3:39.569   | 3:39.401   | +22.829   | 29       |
| 30       | LMP2      | 25       | Algarve Pro Racing         | 3:44.177   | 3:46.772   | 3:39.518   | +24.141   | 30       |
| 31       | LMGTE Pro | 91       | Porsche GT Team            | 3:47.504   | 3:51.150   | 3:50.141   | +32.127   | 31       |
| 32       | LMGTE Pro | 92       | Porsche GT Team            | 3:49.097   | 3:51.101   | 3:51.631   | +33.720   | 32       |
| 33       | LMGTE Pro | 66       | Ford Chip Ganassi Team UK  | 3:49.181   | 3:52.849   | 3:50.166   | +33.804   | 33       |
| 34       | LMGTE Pro | 51       | AF Corse                   | 3:49.854   | 3:53.032   | 3:49.494   | +34.117   | 34       |
| 35       | LMGTE Pro | 68       | Ford Chip Ganassi Team USA | 3:49.582   | 3:53.352   | 3:50.706   | +34.205   | 35       |
| 36       | LMGTE Pro | 93       | Porsche GT Team            | 3:50.261   | 3:49.621   | 3:49.589   | +34.212   | 36       |
| 37       | LMGTE Pro | 69       | Ford Chip Ganassi Team USA | 3:50.593   | 3:52.298   | 3:49.761   | +34.384   | 37       |
| 38       | LMGTE Pro | 94       | Porsche GT Team            | 3:50.089   | Idő nélkül | Idő nélkül | +34.712   | 38       |
| 39       | LMGTE Pro | 63       | Corvette Racing – GM       | 3:50.789   | 3:52.994   | 3:50.242   | +34.865   | 39       |
| 40       | LMGTE Pro | 71       | AF Corse                   | 3:50.669   | 3:53.998   | 3:50.246   | +34.869   | 40       |
| 41       | LMGTE Pro | 67       | Ford Chip Ganassi Team UK  | 3:50.429   | 3:53.883   | 3:52.292   | +35.052   | 41       |
| 42       | LMGTE Pro | 82       | BMW Team MTEK              | 3:50.579   | 3:53.999   | 3:52.123   | +35.202   | 42       |
| 43       | LMGTE Pro | 81       | BMW Team MTEK              | 3:50.596   | 3:55.150   | 3:53.078   | +35.219   | 43       |
| 44       | LMGTE Am  | 88       | Dempsey-Proton Racing      | 3:50.728   | 4:09.946   | 3:56.232   | +35.351   | 44       |
| 45       | LMGTE Pro | 64       | Corvette Racing – GM       | 3:50.952   | 3:52.923   | 3:51.124   | +35.575   | 45       |
| 46       | LMGTE Pro | 52       | AF Corse                   | 3:52.112   | 3:52.572   | 3:50.957   | +35.580   | 46       |
| 47       | LMGTE Am  | 86       | Gulf Racing UK             | 3:52.517   | 4:03.603   | 3:51.391   | +36.014   | 47       |
| 48       | LMGTE Am  | 77       | Dempsey-Proton Racing      | 3:51.930   | 4:09.835   | Idő nélkül | +36.553   | 48       |
| 49       | LMGTE Am  | 54       | Spirit of Race             | 3:52.756   | 3:51.956   | 3:56.496   | +36.579   | 49       |
| 50       | LMGTE Pro | 97       | Aston Martin Racing        | 3:52.486   | 3:55.424   | 3:53.534   | +37.109   | 50       |
| 51       | LMGTE Am  | 56       | Team Project 1             | 3:52.985   | 3:58.235   | 3:54.406   | +37.608   | 51       |
| 52       | LMGTE Am  | 90       | TF Sport                   | 3:55.661   | 4:01.710   | 3:53.070   | +37.693   | 52       |
| 53       | LMGTE Am  | 80       | Ebimotors                  | 3:55.569   | 3:58.072   | 3:53.402   | +38.025   | 53       |
| 54       | LMGTE Am  | 61       | Clearwater Racing          | 3:55.076   | 3:55.727   | 3:53.409   | +38.032   | 54       |
| 55       | LMGTE Am  | 84       | JMW Motorsport             | 3:54.384   | 3:53.439   | 3:58.615   | +38.062   | 55       |
| 56       | LMGTE Pro | 95       | Aston Martin Racing        | 3:54.780   | 3:56.630   | 3:53.523   | +38.146   | 56       |
| 57       | LMGTE Am  | 98       | Aston Martin Racing        | 3:54.307   | 3:58.707   | 3:53.817   | +38.440   | 57       |
| 58       | LMGTE Am  | 85       | Keating Motorsport         | 3:54.000   | 3:58.661   | 3:54.668   | +38.623   | 58       |
| 59       | LMGTE Am  | 99       | Proton Competition         | 4:03.107   | 3:54.720   | 3:54.953   | +39.343   | 59       |
| 60       | LMGTE Am  | 70       | MR Racing                  | 3:54.951   | 4:02.540   | 3:55.343   | +39.574   | 60       |

Megjegyzések
1. 1 2  A 33-as számú DC Racing Ligier és a 48-as IDEC Oreca leggyorsabb köreit törölték, mert nem lassitottak le 80 km/h-ra a lassú zónában.[4]
2. 1 2 3  A 28-as TDS Oreca, 44-es Eurasia Ligier és a 6-os TRSM Ginetta-Mechachrome több körét köztük a leggyorsabbat is törölték, mivel nem érték el a mérlegelésen a minimumsúlyt.[5][6][7]

## Végeredmény
| Helyezés | Kategória | No | Csapat                     | Versenyzők                                              | Autó                             | Gumi | Körök | Idő/Kiesés oka |
| Helyezés | Kategória | No | Csapat                     | Versenyzők                                              | Motor                            | Gumi | Körök | Idő/Kiesés oka |
| -------- | --------- | -- | -------------------------- | ------------------------------------------------------- | -------------------------------- | ---- | ----- | -------------- |
| 1        | LMP1      | 8  | Toyota Gazoo Racing        | Sébastien Buemi Nakadzsima Kazuki Fernando Alonso       | Toyota TS050 Hybrid              | M    | 388   | 24:00.52.247   |
| 1        | LMP1      | 8  | Toyota Gazoo Racing        | Sébastien Buemi Nakadzsima Kazuki Fernando Alonso       | Toyota 2.4 L Turbo V6            | M    | 388   | 24:00.52.247   |
| 2        | LMP1      | 7  | Toyota Gazoo Racing        | Mike Conway Kobajasi Kamui José María López             | Toyota TS050 Hybrid              | M    | 386   | +2 Kör         |
| 2        | LMP1      | 7  | Toyota Gazoo Racing        | Mike Conway Kobajasi Kamui José María López             | Toyota 2.4 L Turbo V6            | M    | 386   | +2 Kör         |
| 3        | LMP1      | 3  | Rebellion Racing           | Thomas Laurent Gustavo Menezes Mathias Beche            | Rebellion R13                    | M    | 376   | +12 Kör        |
| 3        | LMP1      | 3  | Rebellion Racing           | Thomas Laurent Gustavo Menezes Mathias Beche            | Gibson GL458 4.5 L V8            | M    | 376   | +12 Kör        |
| 4        | LMP1      | 1  | Rebellion Racing           | Bruno Senna André Lotterer Neel Jani                    | Rebellion R13                    | M    | 375   | +13 Kör        |
| 4        | LMP1      | 1  | Rebellion Racing           | Bruno Senna André Lotterer Neel Jani                    | Gibson GL458 4.5 L V8            | M    | 375   | +13 Kör        |
| 5        | LMP2      | 36 | Signatech Alpine Matmut    | Nicolas Lapierre Pierre Thiriet André Negrão            | Alpine A470                      | D    | 367   | +21 Kör        |
| 5        | LMP2      | 36 | Signatech Alpine Matmut    | Nicolas Lapierre Pierre Thiriet André Negrão            | Gibson GK428 4.2 L V8            | D    | 367   | +21 Kör        |
| 6        | LMP2      | 39 | Graff-SO24                 | Vincent Capillaire Jonathan Hirschi Tristan Gommendy    | Oreca 07                         | D    | 366   | +22 Kör        |
| 6        | LMP2      | 39 | Graff-SO24                 | Vincent Capillaire Jonathan Hirschi Tristan Gommendy    | Gibson GK428 4.2 L V8            | D    | 366   | +22 Kör        |
| 7        | LMP2      | 32 | United Autosports          | Hugo de Sadeleer Will Owen Juan Pablo Montoya           | Ligier JS P217                   | D    | 365   | +23 Kör        |
| 7        | LMP2      | 32 | United Autosports          | Hugo de Sadeleer Will Owen Juan Pablo Montoya           | Gibson GK428 4.2 L V8            | D    | 365   | +23 Kör        |
| 8        | LMP2      | 37 | Jackie Chan DC Racing      | Jazeman Jaafar Nabil Jeffri Weiron Tan                  | Oreca 07                         | D    | 361   | +27 Kör        |
| 8        | LMP2      | 37 | Jackie Chan DC Racing      | Jazeman Jaafar Nabil Jeffri Weiron Tan                  | Gibson GK428 4.2 L V8            | D    | 361   | +27 Kör        |
| 9        | LMP2      | 31 | DragonSpeed                | Roberto González Pastor Maldonado Nathanaël Berthon     | Oreca 07                         | M    | 360   | +28 Kör        |
| 9        | LMP2      | 31 | DragonSpeed                | Roberto González Pastor Maldonado Nathanaël Berthon     | Gibson GK428 4.2 L V8            | M    | 360   | +28 Kör        |
| 10       | LMP2      | 38 | Jackie Chan DC Racing      | Ho-Pin Tung Gabriel Aubry Stéphane Richelmi             | Oreca 07                         | D    | 356   | +32 Kör        |
| 10       | LMP2      | 38 | Jackie Chan DC Racing      | Ho-Pin Tung Gabriel Aubry Stéphane Richelmi             | Gibson GK428 4.2 L V8            | D    | 356   | +32 Kör        |
| 11       | LMP2      | 29 | Racing Team Nederland      | Giedo van der Garde Jan Lammers Frits van Eerd          | Dallara P217                     | M    | 356   | +32 Kör        |
| 11       | LMP2      | 29 | Racing Team Nederland      | Giedo van der Garde Jan Lammers Frits van Eerd          | Gibson GK428 4.2 L V8            | M    | 356   | +32 Kör        |
| 12       | LMP2      | 33 | Jackie Chan DC Racing      | David Cheng Nicholas Boulle Jacques Nicolet             | Ligier JS P217                   | D    | 355   | +33 Kör        |
| 12       | LMP2      | 33 | Jackie Chan DC Racing      | David Cheng Nicholas Boulle Jacques Nicolet             | Gibson GK428 4.2 L V8            | D    | 355   | +33 Kör        |
| 13       | LMP2      | 23 | Panis Barthez Competition  | Julien Canal Thimothé Buret Will Stevens                | Ligier JS P217                   | M    | 352   | +36 Kör        |
| 13       | LMP2      | 23 | Panis Barthez Competition  | Julien Canal Thimothé Buret Will Stevens                | Gibson GK428 4.2 L V8            | M    | 352   | +36 Kör        |
| 14       | LMP2      | 35 | SMP Racing                 | Viktor Shaytar Harrison Newey Norman Nato               | Dallara P217                     | D    | 345   | +43 Kör        |
| 14       | LMP2      | 35 | SMP Racing                 | Viktor Shaytar Harrison Newey Norman Nato               | Gibson GK428 4.2 L V8            | D    | 345   | +43 Kör        |
| 15       | LMGTE Pro | 92 | Porsche GT Team            | Michael Christensen Kévin Estre Laurens Vanthoor        | Porsche 911 RSR                  | M    | 344   | +44 Kör        |
| 15       | LMGTE Pro | 92 | Porsche GT Team            | Michael Christensen Kévin Estre Laurens Vanthoor        | Porsche 4.0 L Flat-6             | M    | 344   | +44 Kör        |
| 16       | LMGTE Pro | 91 | Porsche GT Team            | Richard Lietz Gianmaria Bruni Frédéric Makowiecki       | Porsche 911 RSR                  | M    | 343   | +45 Kör        |
| 16       | LMGTE Pro | 91 | Porsche GT Team            | Richard Lietz Gianmaria Bruni Frédéric Makowiecki       | Porsche 4.0 L Flat-6             | M    | 343   | +45 Kör        |
| 17       | LMGTE Pro | 68 | Ford Chip Ganassi Team USA | Joey Hand Dirk Müller Sébastien Bourdais                | Ford GT                          | M    | 343   | +45 Kör        |
| 17       | LMGTE Pro | 68 | Ford Chip Ganassi Team USA | Joey Hand Dirk Müller Sébastien Bourdais                | Ford EcoBoost 3.5 L Turbo V6     | M    | 343   | +45 Kör        |
| 18       | LMGTE Pro | 63 | Corvette Racing – GM       | Jan Magnussen Antonio García Mike Rockenfeller          | Chevrolet Corvette C7.R          | M    | 342   | +46 Kör        |
| 18       | LMGTE Pro | 63 | Corvette Racing – GM       | Jan Magnussen Antonio García Mike Rockenfeller          | Chevrolet 5.5 L V8               | M    | 342   | +46 Kör        |
| 19       | LMP2      | 47 | Cetilar Villorba Corse     | Roberto Lacorte Giorgio Sernagiotto Felipe Nasr         | Dallara P217                     | D    | 342   | +46 Kör        |
| 19       | LMP2      | 47 | Cetilar Villorba Corse     | Roberto Lacorte Giorgio Sernagiotto Felipe Nasr         | Gibson GK428 4.2 L V8            | D    | 342   | +46 Kör        |
| 20       | LMGTE Pro | 52 | AF Corse                   | Toni Vilander Pipo Derani Antonio Giovinazzi            | Ferrari 488 GTE Evo              | M    | 341   | +47 Kör        |
| 20       | LMGTE Pro | 52 | AF Corse                   | Toni Vilander Pipo Derani Antonio Giovinazzi            | Ferrari F154CB 3.9 L Turbo V8    | M    | 341   | +47 Kör        |
| 21       | LMGTE Pro | 66 | Ford Chip Ganassi Team UK  | Stefan Mücke Olivier Pla Billy Johnson                  | Ford GT                          | M    | 340   | +48 Kör        |
| 21       | LMGTE Pro | 66 | Ford Chip Ganassi Team UK  | Stefan Mücke Olivier Pla Billy Johnson                  | Ford EcoBoost 3.5 L Turbo V6     | M    | 340   | +48 Kör        |
| 22       | LMGTE Pro | 51 | AF Corse                   | James Calado Alessandro Pier Guidi Daniel Serra         | Ferrari 488 GTE Evo              | M    | 339   | +49 Kör        |
| 22       | LMGTE Pro | 51 | AF Corse                   | James Calado Alessandro Pier Guidi Daniel Serra         | Ferrari F154CB 3.9 L Turbo V8    | M    | 339   | +49 Kör        |
| 23       | LMGTE Pro | 95 | Aston Martin Racing        | Nicki Thiim Marco Sørensen Darren Turner                | Aston Martin Vantage AMR         | M    | 339   | +49 Kör        |
| 23       | LMGTE Pro | 95 | Aston Martin Racing        | Nicki Thiim Marco Sørensen Darren Turner                | Aston Martin 4.0 L Turbo V8      | M    | 339   | +49 Kör        |
| 24       | LMGTE Pro | 71 | AF Corse                   | Davide Rigon Sam Bird Miguel Molina                     | Ferrari 488 GTE Evo              | M    | 338   | +50 Kör        |
| 24       | LMGTE Pro | 71 | AF Corse                   | Davide Rigon Sam Bird Miguel Molina                     | Ferrari F154CB 3.9 L Turbo V8    | M    | 338   | +50 Kör        |
| 25       | LMGTE Am  | 77 | Dempsey-Proton Racing      | Matt Campbell Christian Ried Julien Andlauer            | Porsche 911 RSR                  | M    | 335   | +53 Kör        |
| 25       | LMGTE Am  | 77 | Dempsey-Proton Racing      | Matt Campbell Christian Ried Julien Andlauer            | Porsche 4.0 L Flat-6             | M    | 335   | +53 Kör        |
| 26       | LMGTE Am  | 54 | Spirit of Race             | Thomas Flohr Francesco Castellacci Giancarlo Fisichella | Ferrari 488 GTE                  | M    | 335   | +53 Kör        |
| 26       | LMGTE Am  | 54 | Spirit of Race             | Thomas Flohr Francesco Castellacci Giancarlo Fisichella | Ferrari F154CB 3.9 L Turbo V8    | M    | 335   | +53 Kör        |
| 27       | LMGTE Pro | 93 | Porsche GT Team            | Patrick Pilet Nick Tandy Earl Bamber                    | Porsche 911 RSR                  | M    | 334   | +54 Kör        |
| 27       | LMGTE Pro | 93 | Porsche GT Team            | Patrick Pilet Nick Tandy Earl Bamber                    | Porsche 4.0 L Flat-6             | M    | 334   | +54 Kör        |
| 28       | LMGTE Am  | 85 | Keating Motorsports        | Ben Keating Jeroen Bleekemolen Luca Stolz               | Ferrari 488 GTE                  | M    | 334   | +54 Kör        |
| 28       | LMGTE Am  | 85 | Keating Motorsports        | Ben Keating Jeroen Bleekemolen Luca Stolz               | Ferrari F154CB 3.9 L Turbo V8    | M    | 334   | +54 Kör        |
| 29       | LMGTE Am  | 99 | Proton Competition         | Patrick Long Tim Pappas Spencer Pumpelly                | Porsche 911 RSR                  | M    | 334   | +54 Kör        |
| 29       | LMGTE Am  | 99 | Proton Competition         | Patrick Long Tim Pappas Spencer Pumpelly                | Porsche 4.0 L Flat-6             | M    | 334   | +54 Kör        |
| 30       | LMGTE Am  | 84 | JMW Motorsport             | Liam Griffin Cooper MacNeil Jeff Segal                  | Ferrari 488 GTE                  | M    | 332   | +56 Kör        |
| 30       | LMGTE Am  | 84 | JMW Motorsport             | Liam Griffin Cooper MacNeil Jeff Segal                  | Ferrari F154CB 3.9 L Turbo V8    | M    | 332   | +56 Kör        |
| 31       | LMGTE Am  | 80 | Ebimotors                  | Fabio Babini Christina Nielsen Erik Maris               | Porsche 911 RSR                  | M    | 332   | +56 Kör        |
| 31       | LMGTE Am  | 80 | Ebimotors                  | Fabio Babini Christina Nielsen Erik Maris               | Porsche 4.0 L Flat-6             | M    | 332   | +56 Kör        |
| 32       | LMP2      | 50 | Larbre Compétition         | Erwin Creed Romano Ricci Thomas Dagoneau                | Ligier JS P217                   | M    | 332   | +56 Kör        |
| 32       | LMP2      | 50 | Larbre Compétition         | Erwin Creed Romano Ricci Thomas Dagoneau                | Gibson GK428 4.2 L V8            | M    | 332   | +56 Kör        |
| 33       | LMGTE Pro | 81 | BMW Team MTEK              | Nick Catsburg Martin Tomczyk Philipp Eng                | BMW M8 GTE                       | M    | 332   | +56 Kör        |
| 33       | LMGTE Pro | 81 | BMW Team MTEK              | Nick Catsburg Martin Tomczyk Philipp Eng                | BMW S63 4.0 L Turbo V8           | M    | 332   | +56 Kör        |
| 34       | LMGTE Am  | 56 | Team Project 1             | Jörg Bergmeister Patrick Lindsey Egidio Perfetti        | Porsche 911 RSR                  | M    | 332   | +56 Kör        |
| 34       | LMGTE Am  | 56 | Team Project 1             | Jörg Bergmeister Patrick Lindsey Egidio Perfetti        | Porsche 4.0 L Flat-6             | M    | 332   | +56 Kör        |
| 35       | LMGTE Am  | 61 | Clearwater Racing          | Matt Griffin Weng Sun Mok Keita Sawa                    | Ferrari 488 GTE                  | M    | 332   | +56 Kör        |
| 35       | LMGTE Am  | 61 | Clearwater Racing          | Matt Griffin Weng Sun Mok Keita Sawa                    | Ferrari F154CB 3.9 L Turbo V8    | M    | 332   | +56 Kör        |
| 36       | LMGTE Pro | 67 | Ford Chip Ganassi Team UK  | Harry Tincknell Andy Priaulx Tony Kanaan                | Ford GT                          | M    | 332   | +56 Kör        |
| 36       | LMGTE Pro | 67 | Ford Chip Ganassi Team UK  | Harry Tincknell Andy Priaulx Tony Kanaan                | Ford EcoBoost 3.5 L Turbo V6     | M    | 332   | +56 Kör        |
| 37       | LMGTE Pro | 97 | Aston Martin Racing        | Alex Lynn Jonathan Adam Maxime Martin                   | Aston Martin Vantage AMR         | M    | 327   | +61 Kör        |
| 37       | LMGTE Pro | 97 | Aston Martin Racing        | Alex Lynn Jonathan Adam Maxime Martin                   | Aston Martin 4.0 L Turbo V8      | M    | 327   | +61 Kör        |
| 38       | LMGTE Am  | 70 | MR Racing                  | Olivier Beretta Eddie Cheever III Motoaki Ishikawa      | Ferrari 488 GTE                  | M    | 324   | +64 Kör        |
| 38       | LMGTE Am  | 70 | MR Racing                  | Olivier Beretta Eddie Cheever III Motoaki Ishikawa      | Ferrari F154CB 3.9 L Turbo V8    | M    | 324   | +64 Kör        |
| 39       | LMGTE Pro | 69 | Ford Chip Ganassi Team USA | Ryan Briscoe Richard Westbrook Scott Dixon              | Ford GT                          | M    | 309   | +79 Kör        |
| 39       | LMGTE Pro | 69 | Ford Chip Ganassi Team USA | Ryan Briscoe Richard Westbrook Scott Dixon              | Ford EcoBoost 3.5 L Turbo V6     | M    | 309   | +79 Kör        |
| 40       | LMGTE Am  | 86 | Gulf Racing                | Michael Wainwright Ben Barker Alex Davison              | Porsche 911 RSR                  | M    | 283   | +105 Kör       |
| 40       | LMGTE Am  | 86 | Gulf Racing                | Michael Wainwright Ben Barker Alex Davison              | Porsche 4.0 L Flat-6             | M    | 283   | +105 Kör       |
| 41       | LMP1      | 5  | CEFC TRSM Racing           | Charlie Robertson Michael Simpson Léo Roussel           | Ginetta G60-LT-P1                | M    | 283   | +105 Kör       |
| 41       | LMP1      | 5  | CEFC TRSM Racing           | Charlie Robertson Michael Simpson Léo Roussel           | Mecachrome V634P1 3.4 L Turbo V6 | M    | 283   | +105 Kör       |
| NC       | LMP2      | 44 | Eurasia Motorsport         | Andrea Bertolini Niclas Jönsson Tracy Krohn             | Ligier JS P217                   | D    | 334   | Nem ért célba  |
| NC       | LMP2      | 44 | Eurasia Motorsport         | Andrea Bertolini Niclas Jönsson Tracy Krohn             | Gibson GK428 4.2 L V8            | D    | 334   | Nem ért célba  |
| Ki       | LMP1      | 11 | SMP Racing                 | Mihail Aljosin Vitalij Petrov Jenson Button             | BR Engineering BR1               | M    | 315   | Motor          |
| Ki       | LMP1      | 11 | SMP Racing                 | Mihail Aljosin Vitalij Petrov Jenson Button             | AER P60B 2.4 L Turbo V6          | M    | 315   | Motor          |
| Ki       | LMP2      | 48 | IDEC Sport                 | Paul Lafargue Paul-Loup Chatin Memo Rojas               | Oreca 07                         | M    | 312   | Váltó          |
| Ki       | LMP2      | 48 | IDEC Sport                 | Paul Lafargue Paul-Loup Chatin Memo Rojas               | Gibson GK428 4.2 L V8            | M    | 312   | Váltó          |
| Ki       | LMGTE Am  | 90 | TF Sport                   | Euan Hankey Charlie Eastwood Salih Yoluç                | Aston Martin V8 Vantage GTE      | M    | 304   | Kuplung        |
| Ki       | LMGTE Am  | 90 | TF Sport                   | Euan Hankey Charlie Eastwood Salih Yoluç                | Aston Martin 4.5 L V8            | M    | 304   | Kuplung        |
| Ki       | LMP2      | 22 | United Autosports          | Phil Hanson Paul di Resta Filipe Albuquerque            | Ligier JS P217                   | D    | 288   | Ütközés        |
| Ki       | LMP2      | 22 | United Autosports          | Phil Hanson Paul di Resta Filipe Albuquerque            | Gibson GK428 4.2 L V8            | D    | 288   | Ütközés        |
| Ki       | LMGTE Pro | 64 | Corvette Racing – GM       | Oliver Gavin Tommy Milner Marcel Fässler                | Chevrolet Corvette C7.R          | M    | 259   | Túlmelegedés   |
| Ki       | LMGTE Pro | 64 | Corvette Racing – GM       | Oliver Gavin Tommy Milner Marcel Fässler                | Chevrolet 5.5 L V8               | M    | 259   | Túlmelegedés   |
| Ki       | LMP1      | 10 | DragonSpeed                | Ben Hanley Henrik Hedman Renger van der Zande           | BR Engineering BR1               | M    | 244   | Ütközés        |
| Ki       | LMP1      | 10 | DragonSpeed                | Ben Hanley Henrik Hedman Renger van der Zande           | Gibson GL458 4.5 L V8            | M    | 244   | Ütközés        |
| Ki       | LMP2      | 25 | Algarve Pro Racing         | Mark Patterson Ate de Jong Tacksung Kim                 | Ligier JS P217                   | D    | 237   | Váltó          |
| Ki       | LMP2      | 25 | Algarve Pro Racing         | Mark Patterson Ate de Jong Tacksung Kim                 | Gibson GK428 4.2 L V8            | D    | 237   | Váltó          |
| Ki       | LMGTE Am  | 88 | Dempsey-Proton Racing      | Khaled Al Qubaisi Matteo Cairoli Giorgio Roda           | Porsche 911 RSR                  | M    | 225   | Felfüggesztés  |
| Ki       | LMGTE Am  | 88 | Dempsey-Proton Racing      | Khaled Al Qubaisi Matteo Cairoli Giorgio Roda           | Porsche 4.0 L Flat-6             | M    | 225   | Felfüggesztés  |
| Ki       | LMGTE Pro | 82 | BMW Team MTEK              | António Félix da Costa Alexander Sims Augusto Farfus    | BMW M8 GTE                       | M    | 223   | Ütközés        |
| Ki       | LMGTE Pro | 82 | BMW Team MTEK              | António Félix da Costa Alexander Sims Augusto Farfus    | BMW S63 4.0 L Turbo V8           | M    | 223   | Ütközés        |
| Ki       | LMP2      | 40 | G-Drive Racing             | James Allen José Gutiérrez Enzo Guibbert                | Oreca 07                         | D    | 197   | Ütközés        |
| Ki       | LMP2      | 40 | G-Drive Racing             | James Allen José Gutiérrez Enzo Guibbert                | Gibson GK428 4.2 L V8            | D    | 197   | Ütközés        |
| Ki       | LMP2      | 34 | Jackie Chan DC Racing      | Ricky Taylor Côme Ledogar David Heinemeier Hansson      | Ligier JS P217                   | D    | 195   | Motor          |
| Ki       | LMP2      | 34 | Jackie Chan DC Racing      | Ricky Taylor Côme Ledogar David Heinemeier Hansson      | Gibson GK428 4.2 L V8            | D    | 195   | Motor          |
| Ki       | LMP1      | 6  | CEFC TRSM Racing           | Oliver Rowland Alex Brundle Oliver Turvey               | Ginetta G60-LT-P1                | M    | 137   | Elektronika    |
| Ki       | LMP1      | 6  | CEFC TRSM Racing           | Oliver Rowland Alex Brundle Oliver Turvey               | Mecachrome V634P1 3.4 L Turbo V6 | M    | 137   | Elektronika    |
| Ki       | LMP1      | 17 | SMP Racing                 | Stéphane Sarrazin Matevos Isaakyan Egor Orudzhev        | BR Engineering BR1               | M    | 123   | Ütközés        |
| Ki       | LMP1      | 17 | SMP Racing                 | Stéphane Sarrazin Matevos Isaakyan Egor Orudzhev        | AER P60B 2.4 L Turbo V6          | M    | 123   | Ütközés        |
| Ki       | LMGTE Pro | 94 | Porsche GT Team            | Romain Dumas Timo Bernhard Sven Müller                  | Porsche 911 RSR                  | M    | 92    | Felfüggesztés  |
| Ki       | LMGTE Pro | 94 | Porsche GT Team            | Romain Dumas Timo Bernhard Sven Müller                  | Porsche 4.0 L Flat-6             | M    | 92    | Felfüggesztés  |
| Ki       | LMGTE Am  | 98 | Aston Martin Racing        | Paul Dalla Lana Mathias Lauda Pedro Lamy                | Aston Martin V8 Vantage GTE      | M    | 92    | Ütközés        |
| Ki       | LMGTE Am  | 98 | Aston Martin Racing        | Paul Dalla Lana Mathias Lauda Pedro Lamy                | Aston Martin 4.5 L V8            | M    | 92    | Ütközés        |
| Ki       | LMP1      | 4  | ByKolles Racing Team       | Oliver Webb Tom Dillmann Dominik Kraihamer              | ENSO CLM P1/01                   | M    | 65    | Baleset        |
| Ki       | LMP1      | 4  | ByKolles Racing Team       | Oliver Webb Tom Dillmann Dominik Kraihamer              | Nismo VRX30A 3.0 L Turbo V6      | M    | 65    | Baleset        |
| DSQ      | LMP2      | 26 | G-Drive Racing             | Roman Rusinov Andrea Pizzitola Jean-Éric Vergne         | Oreca 07                         | D    | 369   | Kizárva        |
| DSQ      | LMP2      | 26 | G-Drive Racing             | Roman Rusinov Andrea Pizzitola Jean-Éric Vergne         | Gibson GK428 4.2 L V8            | D    | 369   | Kizárva        |
| DSQ      | LMP2      | 28 | TDS Racing                 | François Perrodo Loïc Duval Matthieu Vaxivière          | Oreca 07                         | D    | 365   | Kizárva        |
| DSQ      | LMP2      | 28 | TDS Racing                 | François Perrodo Loïc Duval Matthieu Vaxivière          | Gibson GK428 4.2 L V8            | D    | 365   | Kizárva        |

Megjegyzések
1. ↑  A 67-es Ford 11 kör és 1:23.499 perces büntetést kapott a verseny után, mert Tony Kanaan nem teljesítette a kötelezően előírt hat órás vezetési időt.[8]
2. ↑  A 69-es Ford 2 kör és 1:42.968 perces büntetést kapott a verseny után, mert Scott Dixon nem teljesítette a kötelezően előírt hat órás vezetési időt.[8]
3. ↑  Az 5-ös Ginetta 6 kör és 2:45.613 perces büntetést kapott a verseny után, mert Léo Roussel nem teljesítette a kötelezően előírt hat órás vezetési időt.[8]
4. ↑  A 44-es Eurasia Ligier nem ért célba, mivel nem fejezte be az utolsó kört.
5. 1 2  A 26-os G-Drive és a 28 TDS Oreca kizárásra került, mivel nem a szabályoknak megfelelő tankolóberendezést használt.[9]
6. ↑  A kizárás előtt a 28-as TDS Oreca 1 kör és 1:18.188 perces időbüntetést kapott, mert François Perrodo túllépte a 6 órás időtartam alatt maximum levezethető időtartamot.[8]